# Jacques Benoist
Jacques Benoist est un homme politique français né le 30 novembre 1881 à Boutigny (Eure-et-Loir) et décédé le 25 septembre 1967.

## Biographie
Ingénieur agronome, il est à la tête d'une exploitation agricole à la pointe du progrès technique. Très investi dans les organismes agricoles, il est sénateur d'Eure-et-Loir de 1933 à 1939, siégeant au groupe de la Gauche démocratique. Il s'intéresse surtout aux questions agricoles.
En novembre 1941, il est nommé délégué adjoint à la Corporation paysanne pour l'Eure-et-Loir.
Jacques Benoist est nommé chevalier de la Légion d'honneur en 1946.

## Sources
- « Jacques Benoist », dans le Dictionnaire des parlementaires français (1889-1940), sous la direction de Jean Jolly, PUF, 1960 [détail de l’édition]